# 타르브으시커
타르브으시커(스코틀랜드 게일어: tarbh uisge, 영어: water bull)는 스코틀랜드 신화에 등장하는 짐승이다. 호소의 수렁지대에 살며 야행성이다. "타르브으시커"란 "물 황소"라는 뜻으로, "물 말"인 에흐으시커와 비교하면 훨씬 정감있지만 수륙양서이고 둔갑 능력이 있다는 것은 같다.
타르브으시커는 보통 소와 교접하여 새끼를 낳을 수 있고, 이렇게 태어난 새끼는 귀가 보통 송아지보다 작아서 구분할 수 있다. 일설에 따르면 이렇게 타르브으시커와 보통 소 사이에 혼혈로 태어난 송아지는 절대 익사하지 않으며, 소주인의 액운을 막아준다고 한다.